# Mesenzana

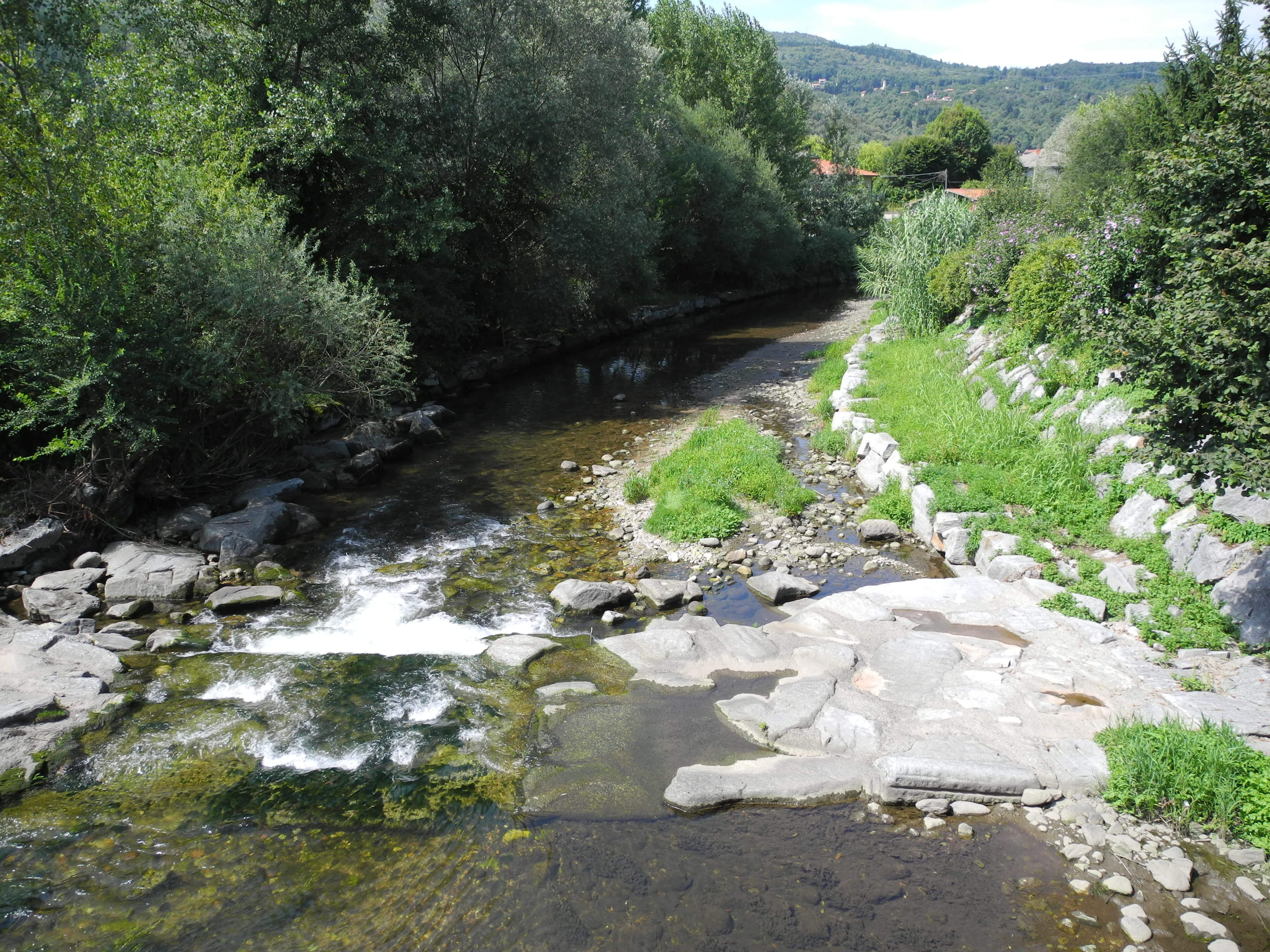
Der Fluss Margorabbia von der Brücke bei Mesenzana

Mesenzana ist eine italienische Gemeinde (comune) in der Provinz Varese in der Region Lombardei.

## Geographie
Die Gemeinde liegt etwa 15,5 Kilometer nordnordwestlich von Varese, gehört zur Comunità Montana Valli del Luinese und bedeckt eine Fläche von 4,91 km². Zu Mesenzana gehören die Fraktionen Alpe Cavoglio, Cà Bianca Nuova, Gesiola del Monte San Martino, Le Cascine, Malpensata, Maro, Molino d’Anna, Pezza, Pianazzo und Piatta. Der Lago Maggiore liegt 5 Kilometer nordwestlich von Mesenzana. Der Chiesone mündet hier in den Fluss Margorabbia. Die Nachbargemeinden sind Brissago-Valtravaglia, Cassano Valcuvia, Duno, Grantola und Montegrino Valtravaglia.

## Geschichte
Mesenzana gehörte zum Lehen Val Travaglia, das ab 1438 an die Familie Rusca belehnt wurde, dann zum Lehen Luvino, das in den Besitz der Lonati und später der Marliani überging. Die Ländereien des Lehens, mit Ausnahme von Luino, wurden 1694 an die Familie Moriggia abgetreten, die sie bis 1783 besaß. Nach den Antworten auf die 45 Fragen des Jahres 1751 der II. Junta der Volkszählung war die Gemeinde, die immer zur Pieve Val Travaglia gehörte, mit dem Markgrafen Cosmo Cesare Moriggia belehnt, an den sie jährlich 88 Lire und vier Soldi zahlte.
Der zuständige Richter wohnte in Porto Valtravaglia und erhielt von der Gemeinde sechs Lire und 15 Soldi. Der Konsul der Stadt hat keinen Eid auf eine kriminelle Bank geschworen.
Wenn es notwendig war, einen Rat abzuhalten, ging der Konsul von Haus zu Haus und berief die Bürger für den nächsten Tag auf den öffentlichen Platz, in Anwesenheit des Bürgermeisters, des Konsuls selbst, des Kanzlers und der Leiter des Grundbuchamtes. Der Bürgermeister wurde von der Gemeinde gewählt, die Posten des Konsuls und des Standesbeamten wurden ausgeschrieben. Der Bürgermeister und der Kanzler konnten mehrere Jahre im Amt bleiben; der Konsul wechselte jedes Jahr, sofern jemand ein besseres Angebot machte. Der Kanzler wohnte in Mesenzana und kümmerte sich um die Aufbewahrung der öffentlichen Akten, da es kein Archiv gab. Für seine Tätigkeit erhielt er 15 Lire pro Jahr.
Nach der vorübergehenden Vereinigung der lombardischen Provinzen mit dem Königreich Sardinien wurde die Gemeinde Mesenzana mit 565 Einwohnern, die von einem fünfzehnköpfigen Gemeinderat und einem zweiköpfigen Stadtrat verwaltet wird, auf der Grundlage der durch das Gesetz vom 23. Oktober 1859 festgelegten Gebietsaufteilung in das Mandamento V von Luvino, Bezirk II von Varese, Provinz Como, aufgenommen. Bei der Verfassung des Königreichs Italien im Jahr 1861 hatte die Gemeinde 610 Einwohner (Volkszählung 1861). Nach dem Gemeindegesetz von 1865 wurde die Gemeinde von einem Bürgermeister, einer Junta und einem Rat verwaltet. Im Jahr 1867 wurde die Gemeinde in denselben Bezirk, Kreis und dieselbe Provinz eingegliedert (Verwaltungsbezirk 1867).
Im Jahr 1924 wurde die Gemeinde in den Bezirk Varese der Provinz Como eingegliedert. Nach der Gemeindereform von 1926 wurde die Gemeinde von einem Podestà verwaltet. Im Jahr 1927 wurde die Gemeinde der Provinz Varese zugeschlagen. Im Jahr 1927 wurde die Gemeinde Mesenzana zur neuen Gemeinde Brissago-Valtravaglia zusammengelegt (Königlicher Erlass Nr. 2343 vom 1. Dezember 1927). 1953 wurde die autonome Gemeinde Mesenzana durch Abtrennung ihres Gebiets von der Gemeinde Brissago-Valtravaglia neu gebildet (Präsidialdekret Nr. 482 vom 30. Mai 1953).
Nach dem geltenden Gesetz über die Gemeindeorganisation wurde die Gemeinde von einem Bürgermeister, einer Junta und einem Rat verwaltet. In der Gemeinde lebende Bevölkerung: 703 Einwohner (Volkszählung 1961); 835 Einwohner (Volkszählung 1971). Im Jahr 1971 hatte die Gemeinde Mesenzana eine Fläche von 491 Hektar.

## Bevölkerung
| Bevölkerungsentwicklung | Bevölkerungsentwicklung | Bevölkerungsentwicklung | Bevölkerungsentwicklung | Bevölkerungsentwicklung | Bevölkerungsentwicklung | Bevölkerungsentwicklung | Bevölkerungsentwicklung | Bevölkerungsentwicklung | Bevölkerungsentwicklung | Bevölkerungsentwicklung | Bevölkerungsentwicklung | Bevölkerungsentwicklung | Bevölkerungsentwicklung | Bevölkerungsentwicklung | Bevölkerungsentwicklung |
| ----------------------- | ----------------------- | ----------------------- | ----------------------- | ----------------------- | ----------------------- | ----------------------- | ----------------------- | ----------------------- | ----------------------- | ----------------------- | ----------------------- | ----------------------- | ----------------------- | ----------------------- | ----------------------- |
| Jahr                    | 1751                    | 1805                    | 1809                    | 1853                    | 1871                    | 1901                    | 1921                    | 1951                    | 1971                    | 1991                    | 2001                    | 2011                    | 2016                    | 2021                    |                         |
| Einwohner               | 310                     | 401                     | *1101                   | 578                     | 613                     | 728                     | 656                     | *636                    | 835                     | 1020                    | 1231                    | 1486                    | 1523                    | 1607                    |                         |

- 1809 Fusion mit Brissago, Grantola und Roggiano
- 1927 Fusion mit Brissago-Valtravaglia

## Verkehr
Die Staatsstraße 394 führt durch die Gemeinde von Varese zur Schweizer Grenze.

## Sehenswürdigkeiten
- Pfarrkirche Purificazione di Maria bewahrt eine künstlerische Orgel, ein Werk von 1866 von Adeodato Bossi Urbani.
- Massiver mittelalterlicher quadratischer Turm.